# 滋賀県道117号川辺御園線
滋賀県道117号川辺御園線（しがけんどう117ごう かわずらみそのせん）は、滋賀県栗東市を通る一般県道である。

## 概要
栗東市川辺から栗東市御園に至る金勝川沿いの道路。

### 路線データ
- 起点：栗東市川辺（滋賀県道116号六地蔵草津線交点）
- 終点：栗東市御園（御園交差点、滋賀県道12号栗東信楽線交点）
- 総延長：4.0 km

## 地理

### 通過する自治体
- 栗東市

### 交差する道路
| 交差する道路              | 交差する場所 | 交差する場所      |
| ------------------------- | ------------ | ----------------- |
| 滋賀県道116号六地蔵草津線 | 川辺         | 起点              |
| 滋賀県道12号栗東信楽線    | 御園         | 御園交差点 / 終点 |

### 沿線
- 川辺団地
- 栗東運動公園
- 栗東市出土文化財センター
- 東洋化成
- 栗東木材
- 五百井神社
- スターライト